# ガボン関係記事の一覧
ガボン関係記事の一覧（ガボンかんけいきじのいちらん）は、ガボン関連記事の一覧である。独立前の関係記事も取り扱う。

## ガボン関係記事
50音順に配列されている。

### 記号
- .ga(ccTLD)

### 英数字
- CFAフラン（通貨）
- ISO 3166-2:GA（行政区分コード）

### あ行
- ウィリー・オーバメヤン（サッカー選手）
- ウォレウ・ンテム州（地方行政区画）
- エール・ガボン・インターナショナル（航空会社）
- エスチュエール州（地方行政区画）
- エボラ出血熱（疾病）
- オートオゴウェ州（地方行政区画）
- オイェム（都市）
- オゴウェ・イヴィンド州（地方行政区画）
- オゴウェ・マリティム州（地方行政区画）
- オゴウェ・ロロ州（地方行政区画）
- オマール・ボンゴ・オンディンバ（大統領）

### か行
- ガボン（国家）
- ガボン海軍艦艇一覧（海軍艦艇の一覧）
- ガボン軍（軍隊）
- ガボンの経済（経済）
- ガボンの国章（国章）
- ガボンの国道（国道）
- ガボンの国旗（国旗）
- ガボンの政党（政党の一覧）
- ガボンの地方行政区画（地方行政区画）
- ガボンの都市の一覧（都市の一覧）
- ガボン民主党（政党）
- ギニア湾（海洋）
- クラムトゥ（都市）
- 国道N1号 (ガボン)（道路）
- 国道N2号 (ガボン)（道路）
- 国道N5号 (ガボン)（道路）
- コリスコ島（島）

### さ行
- サッカーガボン代表（サッカー代表チーム）
- ジャン・ピン（政治家）
- 鈴木敦也（在ガボン臨時代理大使）

### た行
- ダニエル・クザン（サッカー選手）
- トランスガボン鉄道（鉄道）

### な行
- ニャンガ州（地方行政区画）

### は行
- バカ・ピグミー（民族）
- ピエール＝エメリク・オーバメヤン（サッカー選手）
- フランサフリック（政治用語。アフリカ（サハラ以南）におけるフランスの新植民地政策ならびに、旧フランス植民地とベルギー植民地に対するフランスの勢力圏を指す）
- フランサフリック (映画)（フランス語版）（映画作品。ドキュメンタリー映画である）
- フランスヴィル（都市）
- フランス語（公用語）
- フランス語圏（言語圏）
- フランス領赤道アフリカ（独立前の植民地）
- ベニト川（河川）
- ボードロア・マリン油田（油田）
- ポールジャンティ（都市）

### ま行
- モワイエン・オゴウェ州（地方行政区画）

### や・ら・わ行
- ランバレネ（都市）
- リーブルヴィル（都市）
- リーブルヴィル国際空港（空港）
- レオン・ムバ（大統領）
- ロペ＝オカンダ（国立公園・世界遺産）
- ングニエ州（地方行政区画）